# Marius-Ary Leblond

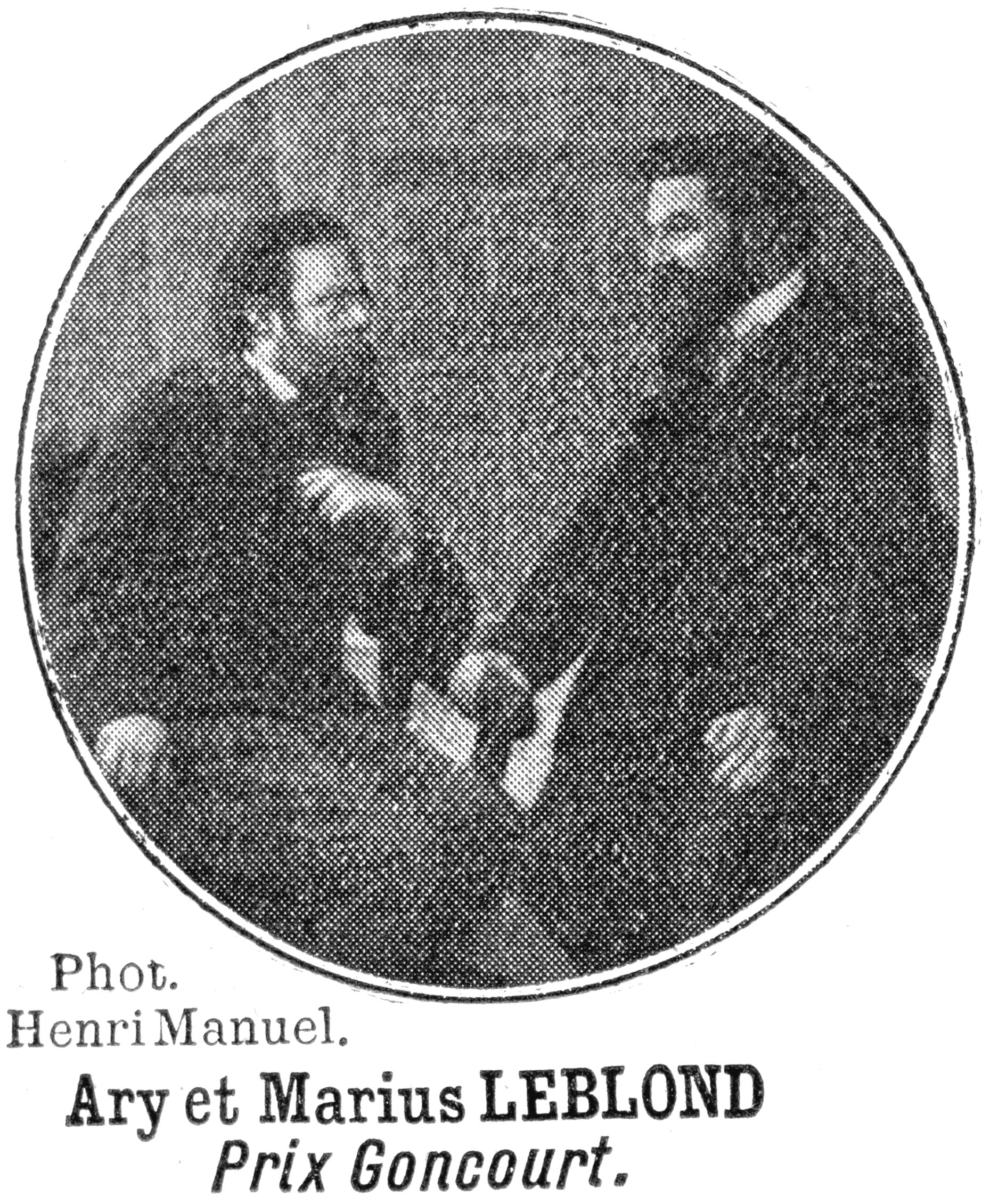
Ary et Marius Leblond (1910)

Marius-Ary Leblond ist das Pseudonym zweier Schriftsteller, Historiker, Journalisten und Kunstkritiker von der Insel La Réunion. 1909 erhielten sie den  Prix Goncourt für den Roman En France.

## Leben
Die beiden Autoren verwendeten die Pseudonyme Marius Leblond und Ary Leblond und waren:
- „Marius Leblond“, eigentlich Georges Athénas (* 26. Februar 1877 in Saint-Denis; 8. Mai 1953 in Paris).[1] Er war im Ersten Weltkrieg 1914 bis 1916 Sekretär von Marschall Joseph Gallieni und war Kommandeur der Ehrenlegion. Er leitete die Zeitschrift La Vie und war Mitglied der Académie des sciences coloniales.
- „Ary Leblond“, eigentlich Alexandre Merlot, genannt Aimé Merlo (* 30. Juli 1880 in Saint-Pierre; 7. April 1958 auf La Réunion).[2]  Er war Offizier der Ehrenlegion. 1911 wurde er Konservator am Musée de la France d’outre-mer.

Sie waren Cousins und beschlossen beim Schulbesuch in Paris unter einem Pseudonym zu schreiben, das nach zwei Frauen gebildet war, in die sie verliebt waren.
Ihr Roman En France handelt von zwei Kreolen, die an der Sorbonne studieren.
Sie veröffentlichten noch weitere Romane unter dem Pseudonym, Sachbücher (unter anderem über Madagaskar und französische Kolonialgeschichte), Bücher über Kunst und Literatur (zum Beispiel über Émile Verhaeren) und Essays (zum Beispiel über Leconte de Lisle).
1906 erhielten sie den Literaturpreis der Académie francaise für  La Grande île de Madagascar und 1937 nochmals für Vercingétorix. 1932 erhielten sie den Grand prix Lasserre und 1943 den Grand prix de l’Empire.